# Tadeusz Żuczkowski
Tadeusz Żuczkowski (ur. 1955, zm. 17 kwietnia 2025) – polski pisarz, wykładowca literatury amerykańskiej i angielskiej, laureat konkursów literackich m.in. w Wiedniu w 1990 roku i w Poznaniu w 1992.
Jego opowiadania ukazywały się w lubelskiej „Kamenie”, zielonogórskim „Nadodrzu ”i poznańskim „Czasie Kultury”. W 2006 roku ukazała się jego debiutancka powieść Jazzus Band, w 2009 roku druga powieść Torowisko nominowana do Nagrody Literackiej im. Władysława Reymonta 2010, w 2012 roku Nieszpór, a następnie Refugium (2014).
Ta ostatnia znalazła się wśród książek zakwalifikowanych do Literackiej Nagrody Europy Środkowej Angelus 2015.
Piątą powieścią są Niedopałki (2016).